# Liste der Stolpersteine in Linsengericht
Die Liste der Stolpersteine in Linsengericht enthält die Stolpersteine, die im Rahmen des gleichnamigen Kunst-Projekts von Gunter Demnig in Linsengericht verlegt wurden. Mit ihnen soll an die Opfer des Nationalsozialismus erinnert werden, die in Linsengericht lebten und wirkten.
Die erste Verlegung fand am 14. Oktober 2024 in Altenhaßlau statt.

## Liste der Stolpersteine
| Name                     | Adresse         | Bild | Inschrift                              | Verlegedatum  | Biografie und Anmerkungen |
| ------------------------ | --------------- | --- | -------------------------------------- | ------------- | ------------------------- |
| Julius Loewenthal        | Hauptstraße 5 · | Bild gesucht Der Benutzer GeorgDerReisende ( Diskussion ) wünscht sich an dieser Stelle ein Bild vom Ort mit diesen Koordinaten 50.189883 9.199933 . Motiv: Hauptstraße 5: Stolpersteine für Familie Loewenthal, die Lage und das Haus Falls du dabei helfen möchtest, erklärt die Anleitung , wie das geht. BW | Hier wohnte Julius Loewenthal …        | 14. Okt. 2024 |                           |
| Dora Loewenthal          | Hauptstraße 5 · | Bild gesucht Die Wikipedia wünscht sich an dieser Stelle ein Bild vom hier behandelten Ort. Falls du dabei helfen möchtest, erklärt die Anleitung , wie das geht. BW | Hier wohnte Dora Loewenthal …          | 14. Okt. 2024 |                           |
| Walter Loewenthal        | Hauptstraße 5 · | Bild gesucht Die Wikipedia wünscht sich an dieser Stelle ein Bild vom hier behandelten Ort. Falls du dabei helfen möchtest, erklärt die Anleitung , wie das geht. BW | Hier wohnte Walter Loewenthal …        | 14. Okt. 2024 |                           |
| Richard Max Loewenthal   | Hauptstraße 5 · | Bild gesucht Die Wikipedia wünscht sich an dieser Stelle ein Bild vom hier behandelten Ort. Falls du dabei helfen möchtest, erklärt die Anleitung , wie das geht. BW | Hier wohnte Richard Max Loewenthal …   | 14. Okt. 2024 |                           |
| Erich Wilhelm Loewenthal | Hauptstraße 5 · | Bild gesucht Die Wikipedia wünscht sich an dieser Stelle ein Bild vom hier behandelten Ort. Falls du dabei helfen möchtest, erklärt die Anleitung , wie das geht. BW | Hier wohnte Erich Wilhelm Loewenthal … | 14. Okt. 2024 |                           |
| Herbert Loewenthal       | Hauptstraße 5 · | Bild gesucht Die Wikipedia wünscht sich an dieser Stelle ein Bild vom hier behandelten Ort. Falls du dabei helfen möchtest, erklärt die Anleitung , wie das geht. BW | Hier wohnte Herbert Loewenthal …       | 14. Okt. 2024 |                           |